# Första danska världsomseglingen

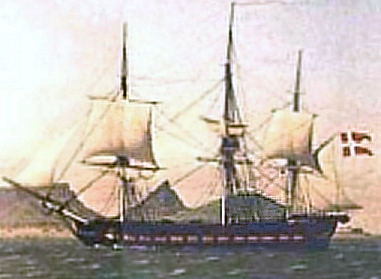
fartyget Galathea

Den första danska världsomseglingen genomfördes åren 1845 till 1847 med fartyget "Galathea" under befäl av kapten Steen Bille. Resan var den första planerade vetenskapliga världsomseglingen i Norden.

## Bakgrund

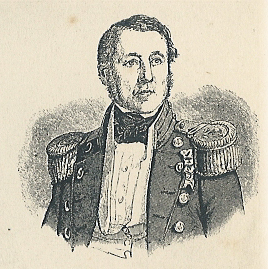
kapten Steen Bille

Den 14 maj 1845 uppdrog den vetenskapsintresserade Kristian VIII danska vetenskapsakademin att utrusta en vetenskaplig expedition. Budgeten sattes till en halv miljon riksdaler och förberedelserna avslutades i juni 1845.
Förutom det vetenskapliga arbetet skulle kapten Bille dels formellt överlämna de danska besittningarna Trankebar och Serampore i Indien till England, dels studera förutsättningarna för en kolonisering av ögruppen Nikobarerna i Bengaliska viken samt undersöka möjligheterna till handelsavtal i området.
"Galathea" var en fullriggad tremastad korvett som byggdes 1831 på Gammelholms örlogsvarv i Köpenhamn, fartyget ägdes av Kongelige danske marine och var 42 meter långt med en bredd på 10 meter.
Besättning bestod av 220 sjömän och soldater under kapten Bille samt utvalda vetenskapsmän. Dessa var:
- Wilhelm Friedrich Georg Behn, zoolog och anatom
- Didrik Ferdinand Didrichsen, läkare och botaniker
- Bernhard Casper Kamphǿvener, botaniker och dendrolog
- Carl Emil Kiellerup, zoolog och entomolog
- Johannes Theodor Reinhardt, zoolog och herpetolog
- Hinrich Johannes Rink, geograf och geolog

Även tecknaren Johan Christian Thornam och genremålaren Poul August Plum medföljde på resan.

## Världsomseglingen

### 1845
Den 24 juni 1845 lämnade ”Galathea” hamnen i Köpenhamn med kurs mot Madeira dit man anlände den 21 juli. Den 27 juli fortsatte resan utan uppehåll mot Trankebar. Den 25 augusti korsade fartyget ekvatorn och fortsatte vidare mot Godahoppsudden, 6 oktober korsades ekvatorn igen och den 12 oktober siktades Fort Dansborg i Trankebar efter 77 dagar till sjöss.
Efter att Bille inspekterat fortet inför överlämningen den 7 november till England fortsatte resan med kurs mot Madras. Här gjordes ett längre uppehåll för översyn av fartyget, därefter fortsatte färden den 31 oktober mot Calcutta och Serampore (danska Frederiksnagore) dit man anlände 12 november. Efter inspektionen av fortet fortsatte resan mot Nikobarerna den 24 dec.

### 1846

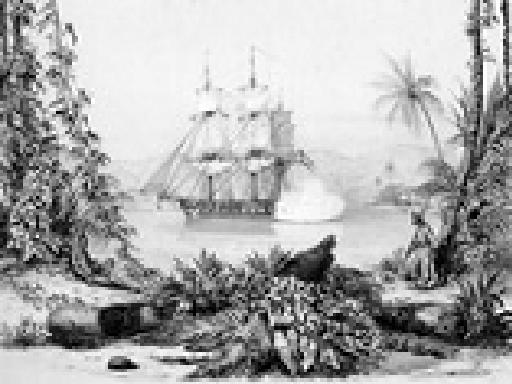
Galathea vid Nicobaröarna 1846, konstnär J C Thornam

I januari anlände ”Galathea” till resans huvudmål ögruppen Nikobarerna. Här gjordes åter ett längre uppehåll då man utforskade området och utförde en rad vetenskapliga undersökningar. I mars fortsatte sedan resan via Pulo Penang, Singapore, Batavia och Manilla till Macao dit man anlände 20 maj. Efter ett kortare uppehåll fortsatte fartyget mot Hongkong och Macao och i början på augusti sattes kurs mot Japan där man tänkte proviantera inför resan i Stilla havet. Fartyget vägrades dock landstigning varpå kapten Bille beslutade att fortsätta mot Stilla havet ändå.
Den 5 oktober anlände ”Galathea” till Oahu i Hawaiiöarna och i början på november fortsatte man mot Hawaiiön där man stannade till början på december. Sedan skulle färden fortsätta mot Tahiti men på grund av lokala oroligheter fortsatte resan mot Bora Bora istället. Den 18 december fortsatte resan med kurs mot Valparaíso i Sydamerika.

### 1847
Den 23 januari siktades Chiles kust och 2 februari ankrade fartyget i Valparaíso, därefter sattes kursen norrut mot Cobija, Chinchaöarna och Callao innan man åter satte kurs söderut via Kap Horn mot Montevideo dit man anlände 20 april. Därefter besöktes Buenos Aires, Rio de Janeiro och Bahia.
Den 26 juni lämnade ”Galathea” Brasilien med kurs mot hemlandet och den 23 augusti anlände man åter till Köpenhamn. Den 31 augusti avslutade Bille formellt sitt befäl.

## Eftermäle
Galathea-expeditionen blev den längsta resa någonsin för ett danskt örlogsfartyg, under resan insamlades 93 stora lådor med zoologiska, entomologiska, botaniska och geologiska föremål samt 21 lådor med etnografiska föremål.  1853 utkom en detaljerad reseskildring över expeditionen.